# Big Talk
Big Talk é uma banda de rock americana, formada por Ronnie Vannucci Jr, baterista do The Killers, e seu amigo de longa data, Taylor Milne. A banda foi formada em 2011, quando lançaram seu primeiro álbum que leva o nome da banda Big Talk (2011). O lançamento mais recente chama-se Straight In No Kissin' (2015).

## História

### Formação
Depois de nove anos viajando em turnês e lançando discos, o The Killers fez uma pausa. Nesse período Ronnie Vannucci Jr contou com a ajuda de seu amigo, Taylor Milne, para a gravação do seu disco solo. Matt Sharp e Ted Sablay (que era da banda Expert on October, e hoje toca com o The Killers) também contribuíram para o álbum.
As primeiras apresentações ao vivo da banda tinham Ronnie Vannucci nos vocais, guitarra e teclado; Taylor Milne na guitarra; Alex Stopa na bateria; Tyson Henrie no baixo; and John Spiker no teclado, guitarra e backing vocals. Já em 2015, os shows de lançamento do novo álbum têm Ronnie Vanucci nos vocais, guitarra, baixo e teclado; Taylor Milne na guitar e backing vocals; John Spiker no baixo, teclado, guitarra e backing vocals; John Konesky no teclado guitarra e backing vocals; e Brooks Wackerman na bateria.

## Discografia

### Álbuns
- Big Talk (2011)
- Straight In No Kissin' (2015)[5]